# Danilo Arbilla
Danilo Arbilla Frachia (* 7. Februar 1943 in Casupá, Uruguay) ist ein uruguayischer Journalist.
Von 1963 bis 1981 arbeitete Arbilla, der auch als Fernseh- und Radiojournalist in Erscheinung trat, unter anderem für die Zeitungen Hechos, El Diario, La Mañana, Correo de los Viernes und Opinar. Zwischen 1984 und 1989 übernahm er die Co-Moderation der Sendung Prioridad auf Canal 10. Arbilla war auch Gründer und Präsident des Club de Prensa Extranjera. 1992 wurde er mit dem María Moors Cabot-Preis der Escuela Superior de Periodismo der Columbia University ausgezeichnet. 1998 übernahm er die Position des journalistischen Direktors bei der Wochenzeitung Búsqueda, für die er zuvor als Chefredakteur, Herausgeber und verantwortlicher Direktor tätig war. Bis 2009 hatte er diese Position inne. Nachdem er bereits ab 1994 zwei Jahre lang der Kommission für Presse- und Informationsfreiheit der interamerikanischen Pressevereinigung Sociedad Interamericana de Prensa (SIP) vorstand und von 1997 bis 1999 das Amt des Vize-Präsidenten der SIP ausübte, wurde er im November 2000 als deren Präsident gewählt. Als solcher war er bis 2001 tätig. Der Amtsantritt Arbillas auf dieser Position, der zu Beginn der Militärdiktatur von 1972 bis 1975 als Leiter des Nachrichten- und Informationszentrums des uruguayischen Staatspräsidenten in der Amtszeit Juan María Bordaberrys wirkte, war für die uruguayische Tageszeitung La República, die inzwischen eingestellte Zeitschrift Posdata und die Abendzeitung El Diario Anlass, sich aus dieser Organisation zurückzuziehen. Später wurde er Vize-Präsident des Exekutiv-Komitees der SIP. Auch übernahm Arbilla das Präsidentenamt zweier weiterer Kommission innerhalb der Organisation (Nominaciones und Por la Paz). 2001 erhielt er den Premio "Mons. Leonidas Proaño der Asociación Latinoamericana de Derechos Humanos (ALDHU).